# ボリス・ヤコヴレヴィチ・ウラジーミルツォフ
ボリス・ヤコヴレヴィチ・ウラジーミルツォフ (ロシア語: Борис Яковлевич Владимирцов)とは、ソ連の言語学者、歴史学者。主にアルタイ諸語の研究やモンゴル史の研究に功績を挙げた。

## 略歴
幼少の頃から学者になることを志しており、1904年にはサンクトペテルブルク大学の東洋語学部に入学した。当時、ロシア帝国と大日本帝国との間では日露戦争が勃発しており、ウラジーミルツォフは当初日本について研究しようと東洋語学部に入ったが、当時のサンクトペテルブルク大学では日本研究の環境が整っておらず日本を研究する道は頓挫した。
しかしこの頃のサンクトペテルブルク大学東洋語学部にはコトビッチやアンドレイ・ルドネフといった著名なモンゴル史研究者が在籍しており、このことがウラジーミルツォフにモンゴル史研究を選ばせる切っ掛けとなった。また、ウラジーミルツォフはポール・ペリオ、エドゥアール・シャヴァンヌといった著名な東洋史学者にも教えを受けていた。
ウラジーミルツォフはサンクトペテルブルク大学で研究を続け、1915年には母校の講師になり、1921年には教授に就任した。また1923年にソ連科学アカデミーの準会員に、1929年に正会員になったものの、その2年後1931年に心臓発作で亡くなった。

## 言語学研究
ウラジーミルツォフの言語学的研究は一貫してアルタイ語族を論証することに力を注いでおり、モンゴル語とテュルク語との比較研究に功績を挙げた。殊に「モンゴル文語とハルハ方言の比較文法」はアルタイ諸語研究の古典的作品として今に至るまで参照されている。
一方、ウラジーミルツォフの「アルタイ語族論」はグスターフ・ラムステッドやリゲティの批判を受け、最終的にはニコライ・マルの「新言語学」の論者から中傷を受けて「比較文法」の完成を放棄せざるを得なくなってしまった。

## 歴史学研究
ウラジーミルツォフの歴史学的研究は言語学的研究に比べ少なく、「ダヤン・ハーンの異名について」や「ハルハ五部族」など数点を数えるのみである。
ウラジーミルツォフの最も著名な研究は『蒙古社会制度史』である。この著作はモンゴルを古代(11〜13世紀：モンゴル帝国-大元ウルス時代)、中期(14〜17世紀：北元)、近代(18〜19世紀：清代)の3時代に区分して各時代の封建制度の興隆と崩壊について論じている(但し近代のみは未完)。この研究は当時レニングラードにしか所蔵されていなかったモンゴル年代記を豊富に駆使しており、当時のモンゴル社会制度史研究の最先端をゆくものであった。反面、漢文史料については全く利用されておらず、この点は後に批判されている。

## 人物
ウラジーミルツォフはロシアにおいて「タタールの軛」としてとかく批判されがちなモンゴル帝国に対しても客観的な態度を取るよう努めていた。ロシアでは略奪者・破壊者として批判的に語られるチンギス・カンについても、「チンギスは終生、自制し、訓練し、卓越した実際的遊牧民として終始し、単純な思慮で血に飢えた殺戮者となることはなかった」と述べ、またティムールと比較して「チンギス・カンよりはるかに広漠たる地域を征した、アジアの他の征服者タメルラン(ティムール)の行ったように、チンギス・カンは累々と、煉瓦と漆喰で蔽った二千名の生きながらの人々の塔を建立しようとは決して思いも及ばなかっただろう」とも評価している。
一方、ウラジーミルツォフの弟子であったニコラス・ポッペはウラジーミルツォフが時間にルーズで、ポッペが新たな研究テーマを相談すると否定的に扱い、無断で発表すると嫌みを言う狭量な人物であったと辛辣に評している。